# هونیر

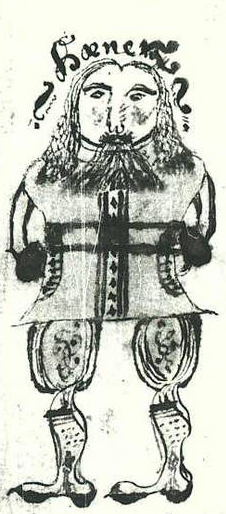
هوئینر در تصویری از نسخه خطی قرن هفدهم ایسلند.

هونیر یا هوئینر (به زبان نروژی باستان: Hœnir) در اساطیر اسکاندیناوی یکی از آسیر است. در ولوسپا، یکی از شناخته‌شده‌ترین اشعار در ادای شاعرانه، که دربارهٔ آفرینش و تباهی جهان است، او به عنوان کسی است که به اودین و لودور در خلق نسل انسان‌ها کمک کرد و همچنین او به عدم قاطعیت و قدرت تصمیم‌گیری شهرت دارد. اطلاعات زیادی از این ایزد در دسترس نیست و اشاره‌هایی که به هونیر در ادبیات کهن نورس شده بسیار متناقض و مغشوش هستند. هونیر ایزدی بلندقامت، خوشرو، گمنام، خاموش و شاید ایزدی کهن است که در گذشته به سبب آنکه یکی از سه ایزدانی است که انسان را آفریدند، از اهمیت ویژه‌ای برخوردار بود. در روایت‌ها هونیر پرنده‌ای تندپرواز و بلندپا و در تکاپویش به شکل پرندگانی مختلف و از آن شمار کلاغ اودین معرفی می‌شود.
پس از جنگ آسیر و ونیر، آن‌ها برای اطمینان از برقراری صلح گروگان‌هایی در میان خود رد و بدل کردند. او در کنار ایزد خردمند میمیر، توسط آسیر به میان ونیر فرستاده شد. ونیرها با کمال میل آن‌ها را پذیرفتند و هونیر را به عنوان یکی از رهبران خود برگزیدند. اما هونیر به اندازهٔ دیگر آسیرها خردمند نبود و به شدت به میمیر وابسته، و بدون دانش او قادر به سخنوری نبود. در نتیجه هنگامی که میمیر در کنارش نبود، پاسخ‌هایی نامشخص و ناصحیح می‌داد. هونیر یکی از ایزدانی است که از رویداد راگناروک جان سالم به در خواهد برد.